# Лінгам
Лінґам, Шіва лінґам або Лінґа (санскр. लिङ्गं) — фалічний символ в індуїзмі, символ бога Шиви.

## Вигляд і символіка

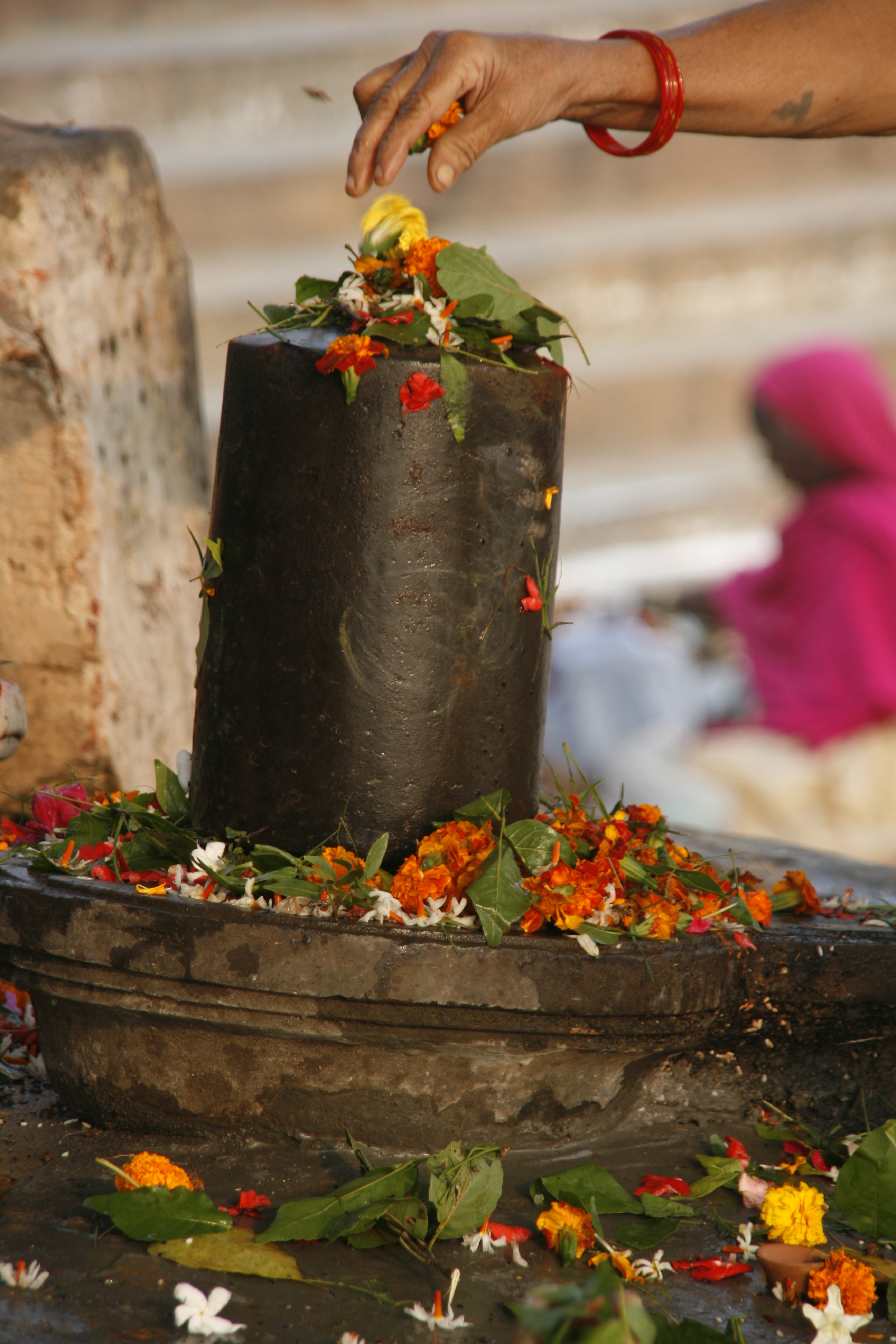
Традиційне підношення квітів Лінґам в Варанасі

Слово «лінґам» має кілька значень у санскриті — знак, мітка, характеристика. У «Шива-пурані» сказано: «Лінґа — це відмітний знак, за допомогою якого можна дізнатися про природу будь-кого».
Статуя лінґама — короткий циліндричний стовп з закругленною вершиною. Шанування Шиви в образі лінґама було поширене в Індії з давніх часів, особливо на півдні.
У «Лінґа-пурані» і в «Шива-пурані» лінґам є проявленим образом Вічного Непроявленого Шиви, що перебуває поза часом, простором, якостями, формою тощо. Згідно з шіваїтськими Пуранами лінґам є причиною існування матеріального Всесвіту.
|  | Лінґа — символ творчої енергії бога. Шіва-бог-запліднювач, і тисячі прочанок йдуть в уславлені храми Шіви, щоб притиснутися животом до цього символу бога, благаючи послати їм нащадків. У храмах Шіви практично не буває інших зображень, окрім Шівалінґама — лінґі Шіви. Його витесують із каменю і вміщують углиб темного закутка. А над лінґою підвішують діряву посудину, з якої постійно крапає вода. Шіва лінґам, як правило, зображається разом із Йоні (пор.укр. лоно) — кільцем при його основі. Йоні символізує жіноче начало — Шакті (досл. сила). Вона символізує пробудження чоловічого начала. |

## Історія походження (міф)
Одного разу, коли Шіва та Парваті розважалися й милувалися на горі Кайлас, їх відвідали вельмиповажні боги з Брахмою та Вішну в головній ролі.
Але Шіва і його дружина були так зайняті собою, що навіть не помітили таких поважних гостей. А коли Шіва побачив, то так засоромився, що відкривши своє третє око спалився в прах. Лишився від нього тільки божественний Шіва-лінґам (член), з'єднаний в любовному екстазі з Йоні (вагіною) Парваті.
В той же час Лінґам промовив ці слова: "Віднині я буду присутній і шанований у цій трансцендентній формі Шіва-лінґам. Нехай ніхто не висміює мого Божества, адже тоді вчиняє велику образу. Будь-яка людина, що з вірою і відданістю поклонятиметься Шіва-Лінґам, отримає здійснення всіх своїх бажань, мій божественний провід і остаточне звільнення."
Почувши це, Брахма обурився ще більше: "Як це виконувати священний ритуал пуджа Лінґаму?"
Тоді Шіва сказав: "Оскільки не розумієш моєї трансцендентної форми, я проклинаю тебе й відтепер ніхто не поклонятиметься тобі та не вшановуватиме! Натомість мій божественний Лінґам вшановуватиметься всіма трьома світами, де йому поклонятимуться з вірою і відданістю."
Так воно і сталося. На сьогоднішній день Шива-лінґам поклоняються в тисячах храмів, присвячених богу Шиві, як його наймилосерднішій формі. А культ Брахми майже зник — в Індії існують лише кілька храмів, присвячених цьому богу.
Споконвіку поклоніння Богу, особливо в образі Шивалінгама, вважалося найвищим благом. «Ця рука моя про Господь, благословенна більше за інших, бо, торкаючись Образу Твого, (Шивалінгама) — стає найкращим ліками в світі», — такими словами закінчується у священній Яджурведі гімн Рудре. «Яка б не була заслуга жертвоприношень, аскетизму, підношень, паломництва, заслуга шанування Лінгама Шиви більше названих в сотні тисяч разів» (Карана-агама).
Шанування Шиви в образі Лінгама також природно, як дихання. Дитина, сама не відаючи того, ліпить його з піску і поливає водою з долоньок, здійснюючи тим першу у своєму житті пуджу Господу Шиві, переживаючи перший, хоча ще й неусвідомлений, релігійний досвід.
«Лінгам — це сам Махешвара на власні очі», - вказує Лінга Пурана. «Той, хто шанує Лінгам, як першопричину, джерело свідомості і субстанцію всесвіту — ближче і дорожче Мені, ніж будь-яке інше істота», — каже Господь у Шива-пурані.
Шива, як Парама Шива (Вищий Шива) — незбагненний для розуму і почуттів.  Абсолют у своїй сутнісній природі, або «тілі» (Лінге).
Буквально «Шива» позначає сприятливий, а «лінга» — знак або символ. Шивалінгам — символ Бога, Абсолюту, який всеблагих. Шива також означає Єдине, в якому суще відпочиває після руйнування. Лінга уособлює ту ж саму реальність — місце, в якому об'єкти розчинені після розпаду Всесвіту, після чого, Бог створює, підтримує її і відправляє Всесвіт у небуття, вона розчиняється. Таким чином, Шивалінга представляє самого Бога. У лінгама знаходить вираз безформний і всеформенний Господь.
У «Лінга-пурані» і в «Шива-пурані» лінгам названий проявленим чином Вічного Непроявленого Шиви, перебувають поза часом, простору, якостей, форми.
Згідно Пуранам, Брахма і Вішну, змагалися в майстерності один з одним. Перелякані інтенсивністю битви, інші боги попросили Шиву втрутитися. Щоб змусити зрозуміти марність їхньої боротьби, Господь Шива прийняв форму палаючого Лінгама між Брахмою і Вішну і кинув виклик їм обом, просячи, щоб вони виміряли гігантський Лінгам.
Сповнені побожного страху перед величиною цього Лінгама, Брахма і Вішну вирішили кожен першим знайти один з кінців Лінгама, щоб довести свою перевагу. Бог Брахма прийняв форму лебедя і злетів вгору, в той час як Бог Вішну прийняв форму Варахі, кабана, і увійшов в землю. Обидва шукали тисячі миль, але жоден з них не міг знайти кінець.
Коли вони повернулися, центральна частина колони розкололася, і Шива показав себе у повній славі. Господь Шива також пояснив Брахмі і Вішну, що вони обидва народилися з нього і що вони троє були тоді виділені в три різних аспекти Божественного.
У Бхагавад гіті сказано: "Upadrastanumanta ca bharta bhokta Maheswara" — «Махешвара є Споглядальник, Благодійник і Годувальник всіх істот». Для захисту всіх жителів у містах і селищах різний спосіб встановлюється Лінгам — богами, провидцями і звичайними людьми (Карана-агама). Якщо шанування Шиви припиняється, біди звалюються на правителя, випадає мало дощів, земля повниться злодійством і грабежами (Тірумантірам). Лінгам наповнений усіма богами, святі місця і знаходить заслуги розчиняються в Його підставі, в ньому перебуває по своїй милості Господь Шива. Тому слід почитати Лінгам.
«Той, хто завжди шанує Лінгам, Владику трьох світів, той сам стане Царем Визволення, шанованим усіма. Усі світи наповнюють Лінгам. У Ньому перебуває все. Тому людина повинна почитати Лінгам, якщо бажає визволення» (Чандраджняна-агама).

## Галерея

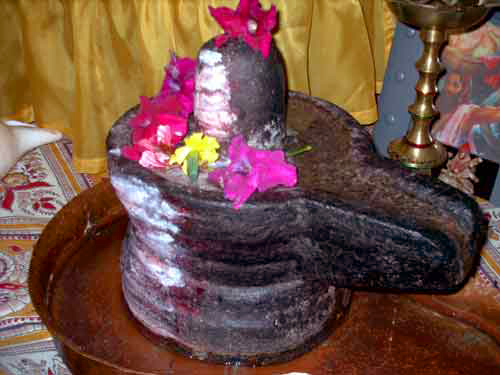
Шіва лінґам з йоні
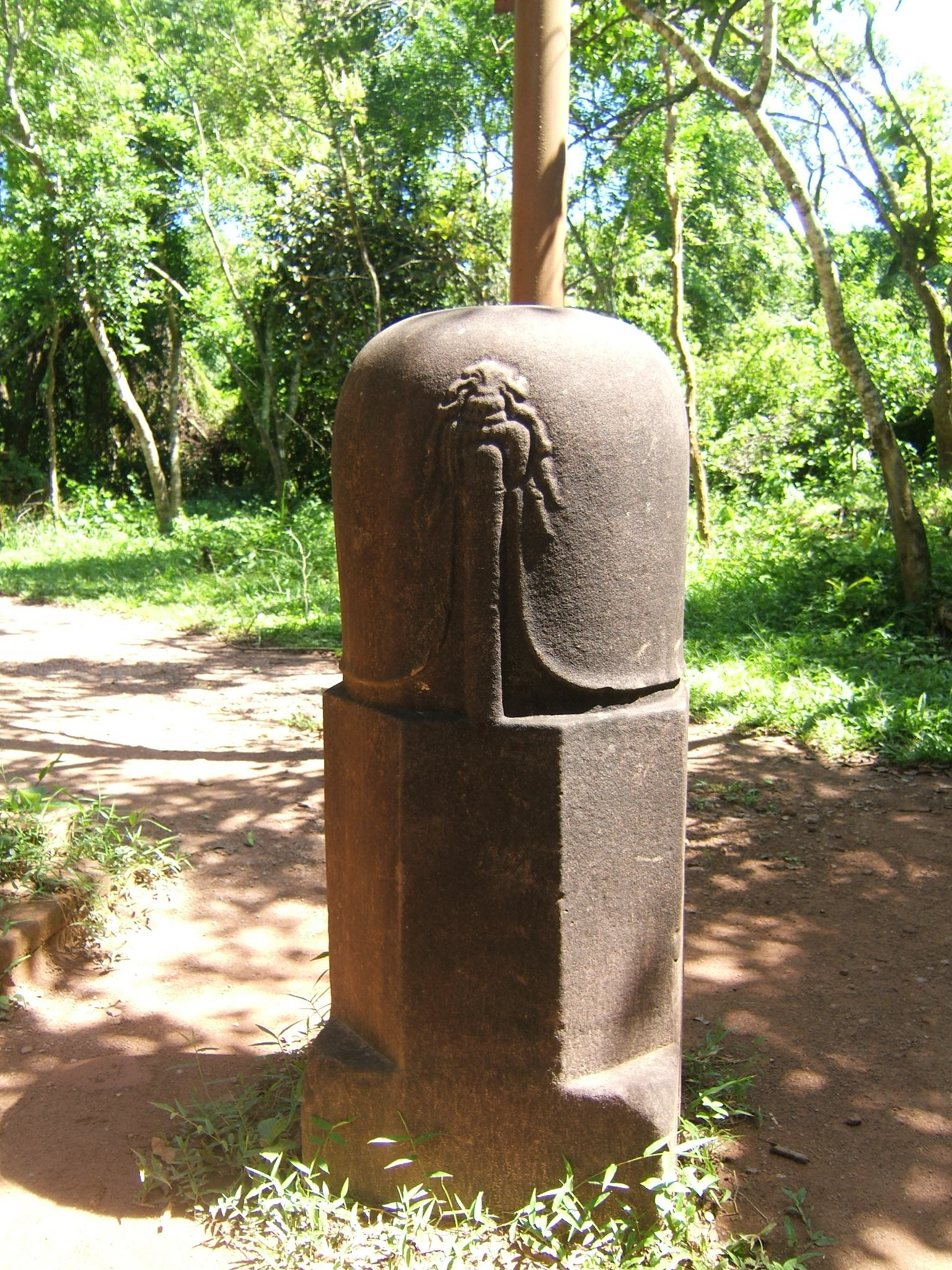
Шіва лінґам
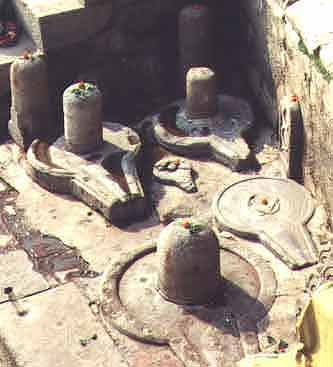
Лінґі з йоні при основі
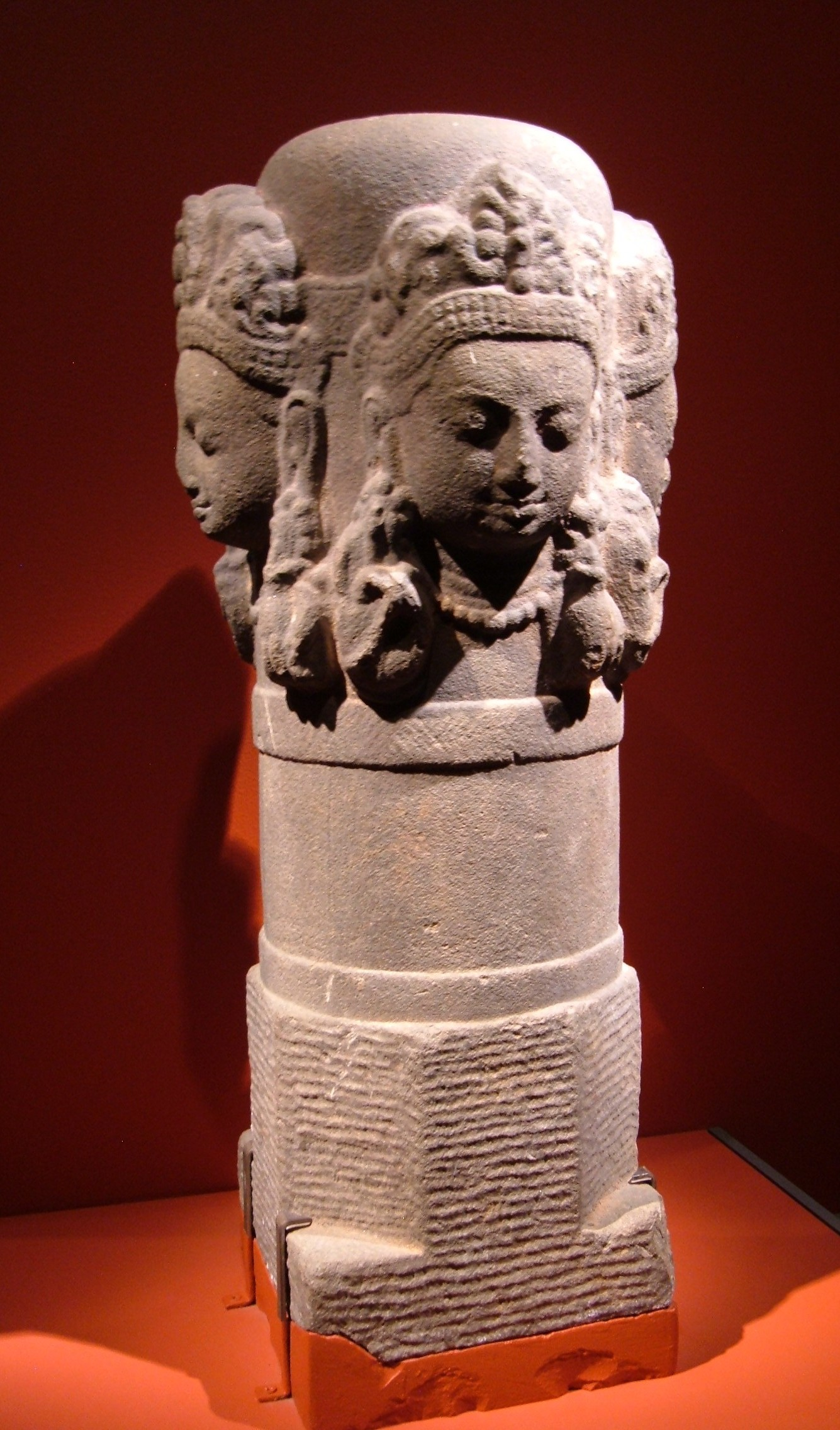
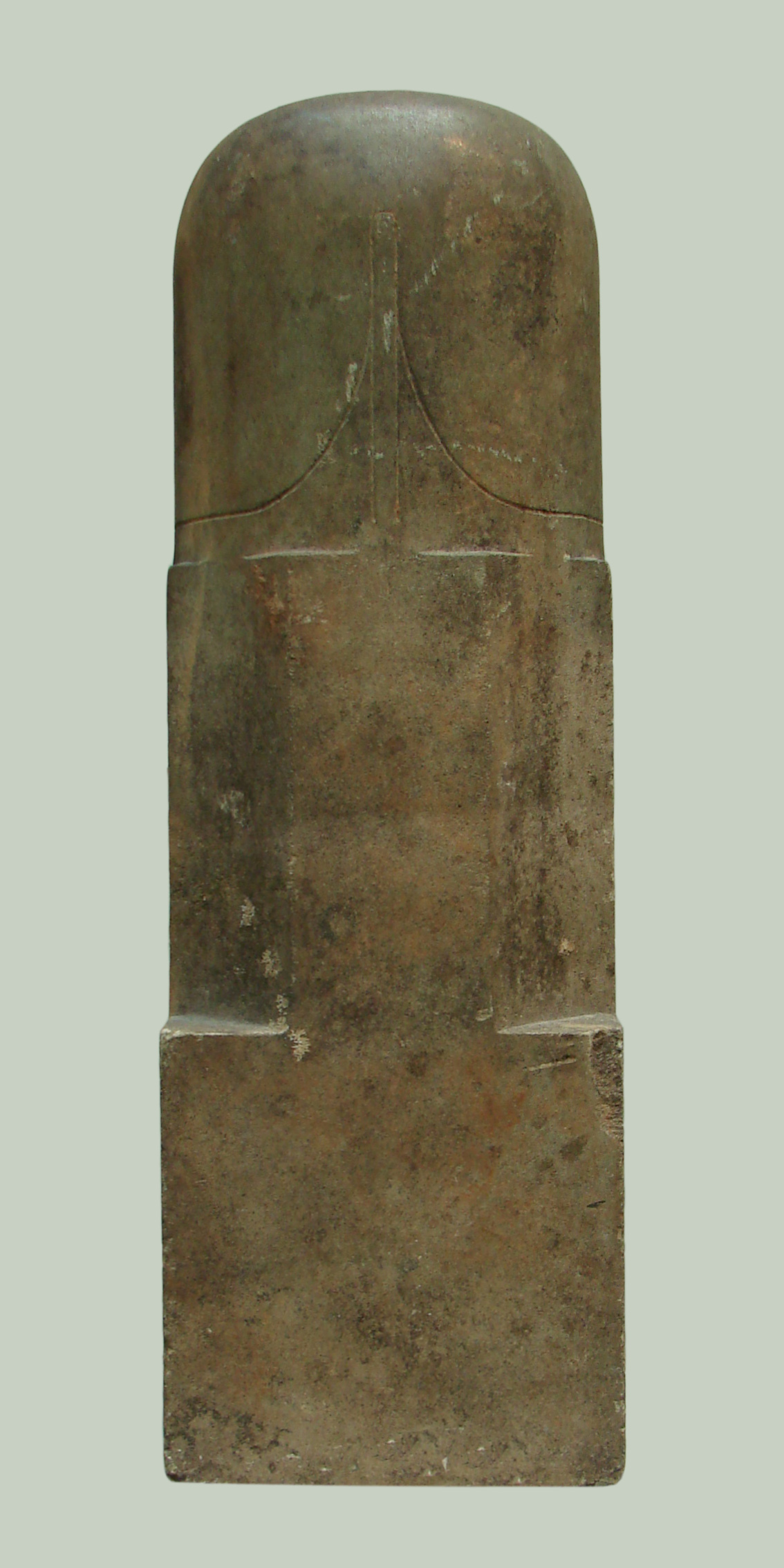